# Škocjanske jame
Škocjanske jame su sustav krških jama i špilja u Sloveniji koje su jedan od najvećih podzemnih klanaca u svijetu, s jedinstvenim ekosustavom te velike povijesne vrijednosti jer su bile naseljene od prapovijesti. Zbog toga su 1986. godine upisane na UNESCO-v popis mjesta svjetske baštine u Europi. Nakon stjecanja neovisnosti, slovenske vlasti osnovale su Nacionalni park Škocjanske jame.

## Odlike
Škocjanske jame su dospjele i na popis zaštićenih vodenih područja Ramsarske konvencije 1999. godine jer zajedno s rijekom Reka čini najveće podzemno vodeno područje u Europi. Rijeka Reka je zapravo Vela voda koja izvire u Hrvatskoj, na južnoj strani Snežnika, te kod Velike Doline (Škocjan) ponire u Škocjanske jame kroz koje teče 34 km te izvire ponovno u Italiji, blizu Monfalconea, gdje se kao rijeka Timavo ulijeva u Jadransko more.
Ono po čemu su Škocjanske jame jedinstvene od svih svjetskih špilja je upravo golemi kanjon rijeke koji je dug oko 3,5 km, širok od 10 do 60 metara, s najvećom visinom od 140 metara. Na nekim mjestima se širi u ogromne prostorije od kojih je najveća Martelova soba koja ima volumen od 2,2 milijuna m³, najveća u Europi i jedna od najvećih u svijetu. Zanimljivo je da ovaj ogromni podzemni kanjon ima veoma mali riječni ulaz zbog čega razina vode rijeke Reke može porasti za više od 100 metara. Osobito je dojmljivo kako rijeka Reka u vrijeme kišne sezone ponire 160 metara u dubinu kod sela Škocjana. 
Arheološka istraživanja su otkrila da su ljudi naseljavali ove špilje od Mezolitika, te tijekom Neolitika, Brončanog i Željeznog doba, sve do Antike i Srednjeg vijeka, tj. posljednjih 5,000 godina. Škocjanske jame nisu imale samo lokalnu vrijednost, nego i veliku vjersku vrijednost u prapovijesno doba kada je bilo osobito važno povezivati ovozemaljski s podzemnim, zagrobnim, životom. Također, prva istraživanja krškog krajolika su rađena upravo ovdje u 19. stoljeću, te odavde potječu i termini kao što su "krš" i "dolina", a koji su se uvriježili u geologiji.
Ovo područje je i dom mnogih rijetkih i ugroženih vrsta ptica i šišmiša, ali i rijetke špiljske životinje (npr. Čovječja ribica). Zbog neobičnih geomorfoloških u mikroklimatskih uvjeta ovdje se razvio jedinstven ekosustav u kojemu vidimo mješavinu sredozemnog, pri-sredozemnog, srednjoeuropskog i alpskog geografskog sustava.

## Vanjske poveznice
- Park Škocjanske jame, službena stranica
- Fotografije Škocjanskih jama  Arhivirana inačica izvorne stranice od 27. rujna 2007. (Wayback Machine)
- Škocjanske jame na mojaslovenija.si